# カムチャッカ半島ミルMi-8墜落事故
カムチャッカ半島ミルMi-8墜落事故 （カムチャツカはんとうミルMi-8ついらくじこ）は、2024年8月31日にロシアのカムチャツカ半島で発生した航空事故である。事故機には乗客19人、乗員3人の計22人が搭乗しており、搭乗していた22人全員が死亡した。

## 飛行の詳細
事故機はミルMi-8Tで、登録番号は RA-25656 であり、その地域の観光客向けの飛行を企画する会社であるヴィチャズ・アエロによって運航されていた。

## 事故
ヘリコプターは離陸直後の現地時間16時15分頃にレーダーから消えた。失踪前に乗組員から問題は報告されていない。 気象当局は、飛行機が離陸した地域では視界が悪かったと述べていた。 残骸は、ニコラエフカから約20キロ離れた、最後の交信地点近くの標高900メートルの場所と、最後の確認地点に近い丘陵地帯で発見された。

## 余波

### 捜索救助活動
ロシア非常事態省による捜索活動が開始された。 捜索の焦点はヘリコプターの飛行経路上にあるビストラヤ川渓谷にあったが、霧のために捜索活動は妨げられた。9月1日、同省は墜落現場が発見され、ヘリコプターに乗っていた22人全員が死亡したと推定されると報告した。また、現場から17人の遺体が収容され、捜索がまだ続いていると報告した。 同省はその後、乗客乗員22人全員死亡したことを確認した。 乗客の中には、ロシアサッカー連盟の理事アルセニー・ザミャーチン氏とその妻も含まれていた。

## 調査
9月1日、州際航空委員会（IAC）はロザビアツィア社とともに事故の調査を開始した。